# Santa Maria de l'Eula
Santa Maria de l'Eula era l'església de l'antic priorat cistercenc femení del terme comunal del Soler, a la comarca del Rosselló (Catalunya del Nord).
Està situada en el Mas de l'Eula, a l'extrem sud-est del terme del Soler, prop de l'actual carretera de Toluges.

## Història
Documentada des del 1175, Santa Maria de l'Eula era un priorat cistercenc femení depenent de l'abadia de Santa Maria de Fontfreda, al Narbonès. Governat de primer per una prioressa, aviat passà a ser considerat abadia, i la seva màxima dignitat era abadessa. Santa Maria de l'Eula posseïa alous a tots els pobles dels entorns: Cànoes, Orla, Pontellà, Sant Feliu d'Amunt, Sant Feliu d'Avall, el Soler, Toluges, Tuïr i el Vernet, a més d'una cases a Perpinyà. Les monges d'aquest monestir solien estar emparentades amb les grans famílies rosselloneses dels entorns: els Llupià, els Soler, els Millars, etc. A més de la màxima autoritat, els documents han conservat els oficis interns que s'hi desenvolupaven, cosa que evidencia la força i importància que tingué: abadessa, prioressa, sotsprioressa, cambrera i sagristana.
El monestir sofrí un dur i cruel setge, acabat en saqueig, el 1285, per les tropes del rei francès Felip l'Ardit, narrat per Bernat Desclot en la seva Crònica. Passat l'ensurt, el 1303, en una carta s'hi esmenten 17 monges, abadessa a part. El lloc on es trobava el monestir era un lloc de pas freqüent, i a cada conflicte bèl·lic, l'Eula acabava pagant-ne les conseqüències. Per això les monges obtenien del papa Urbà V el permís per a traslladar-lo a Perpinyà el 24 de desembre del 1362. El 1364 s'hi traslladaven, a unes cases que el burgès perpinyanenc Joan Homdedéu, al carrer de la Gallineria (avui dia, de la Barra); l'abat de Fontfreda no acceptà el trasllat (entre altres coses, contravenia les regles cistercenques, ja que aquesta mena de monestirs havien d'estar en llocs apartats, no en una ciutat). El conflicte no es resolgué del tot fins al 1394, però mentrestant, l'antic monestir fou venut a particulars, llevat de l'església i una casa annexa on residia un capellà. El 1434 el monestir el recuperà, però fou tornat a vendre anys més tard, ara definitivament.
El monestir de l'Eula subsistí en la seva seu perpinyanenca fins al 1567, moment en què no hi quedaven monges, i els seus béns passaren al monestir de Santes Creus. L'església de Santa Maria de l'Eula subsistí com a parròquia dels habitants del mas, una trentena de feligresos, i era servida pel rector del Soler, mitjançant una retribució donada per l'abat del monestir. El 1790, amb la Revolució Francesa, foren suprimits els monestirs de tota mena.

## Les dignitats de Santa Maria de l'Eula
La documentació conservada ens permet de reconstruir el llistat següent de dignitats d'aquest priorat:
- 1176 Maria, sagristana
- 1197 Ermessenda, prioressa
- 1205 - 1217 Saurina, prioressa
- 1237 Comdors, prioressa
- 1275, 1276 Galceranda de Torderes, abadessa
- 1283 Bernarda de Montagut i Vesiada de Sant Feliu, prioressa
- 1303 Adalaidis, abadessa i Sibil·la del Voló, prioressa
- 1316 - 1319 Sibil·la de Llupià, abadessa
- 1320 Felipa, abadessa i Arsenda de Peracalç, prioressa
- 1340 - 1341 Bernarda de Vilallonga, abadessa i Blanca Cartona, prioressa (aquesta, només el 1341)
- 1344 Boneta Squarera, prioressa
- 1354 - 1356 Felipa de Caramany, abadessa, i Comdors Gaucelma, prioressa (aquesta, només el 1356)
- 1396 - 1411 Beatriu de Cervià, abadessa
- 1411 Francesca Adela, abadessa
- 1422 - 1439 Elionor de Catllar, abadessa
- 1548 Elisabet Bou
- 1553 Aldonça Bardaxina, abadessa
- 1554 Anna Arcaina, abadessa.

## L'edifici
L'església prioral és actualment migpartida entre dos particulars, un dels quals n'utilitza la seva meitat com a magatzem agrícola i l'altre com a celler. És una església d'una sola nau, coberta amb volta de canó llis, capçada a llevant per un absis semicircular. Una curiositat de l'obra de la volta és que conté uns vasos encastats amb la boca cap avall, destinats a combatre la humitat del lloc.

## La Marededeu de l'Eula
Conservada a Toluges, a l'església parroquial, hi ha la marededeu romànica de Santa Maria de l'Eula. És una talla de fusta policromada del segle xv, i és molt probable que el portal romànic de la façana de migdia de Toluges també provingui de l'Eula.

## El sarcòfag dels Soler
A la galeria de llevant del claustre de la catedral de Santa Eulàlia d'Elna hi ha la tapa amb l'escultura jacent de Ferran del Soler, obra de Ramon de Bianya, amb dos textos, un dels quals és dedicat a l'òbit del personatge per a qui va destinat el sarcòfag, i l'altre és una mena de signatura de l'escultor.